# The Twisted Tales of Spike McFang
The Twisted Tales of Spike McFan ou  Chou Makai Taisen: Dorabocchan  (超魔界大戦！どらぼっちゃん) est un jeu vidéo de rôle de type action-RPG. Le jeu a été développé par Red Entertainment et édité par Naxat Soft et Bullet Proof Software. Le jeu est sorti sur Super Nintendo le 19 mars 1993 au Japon, suivi de l' Amérique du Nord en juin 1994,,,. Il fait partie de la série Dorabocchan.

## Synopsis
Dans l'archipel de Vladamasco, 3 îles sont dirigées respectivement par Dracuman, Vampra et Von Hesler. Spike McFang  est une jeune vampire magicien, fils de Dracuman. Il doit protéger l'île royaume de son père contre Von Hesler qui a entrepris d'envahir l'ensemble de l'archipel. Spike est aidé par Camelia, la fille de Vampra, elle aussi menacé par Von Hesler.

## Système de jeu
Le jeu est composé de six régions en vue aérienne. Le héros Spike peut sauter, jeter son chapeau à la façon d'un boomerang et faire des toupies avec sa cape, ainsi que des attaques magiques. Le jeu a été noté pour sa bonne réalisation mais critiqué pour sa durée de vie courte.

## Série
1. Makai Prince Dorabocchan (1990, PC-Engine)
2. The Twisted Tales of Spike McFang (1993, Super Nintendo)